# Berkelland

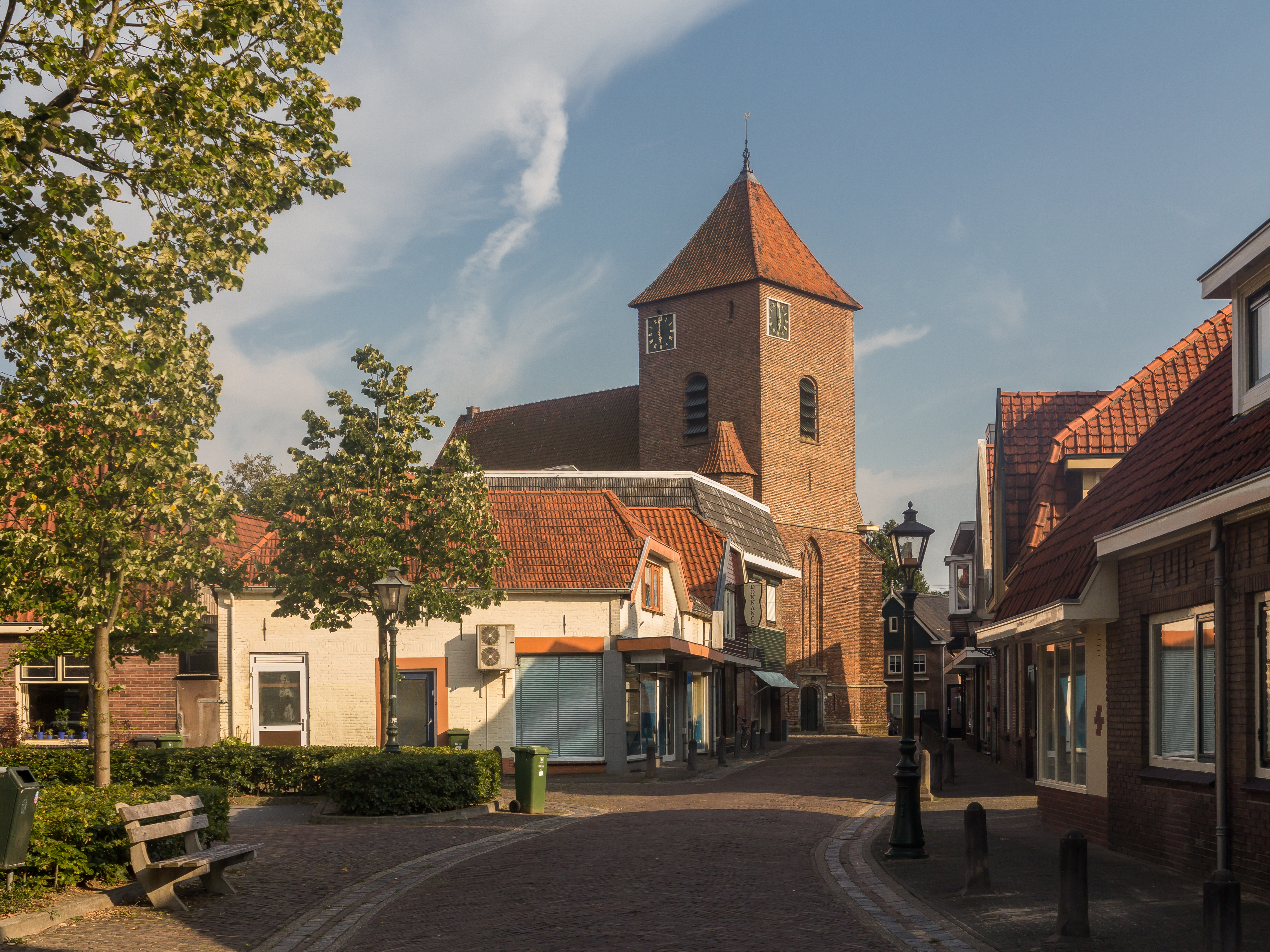
Kyrka i Borculo.

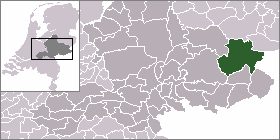

Berkelland är en kommun i provinsen Gelderland i Nederländerna. Kommunens totala area är 284,71 km² (där 1,54 km² är vatten) och invånarantalet är på 45 677 invånare (2005).